# Unterseeboot 2 (1935)
Pour les articles homonymes, voir Unterseeboot 2.
L'Unterseeboot 2 (ou U-2) est un sous-marin (en allemand : Unterseeboot) allemand de type II.A utilisé par la Kriegsmarine pendant la Seconde Guerre mondiale.
Il est commandé dans le cadre du plan Z le 11 février 1935 en violation du traité de Versailles qui proscrit la construction de ce type de navire par l'Allemagne.
Mis en service le 25 juillet 1935, il coule le 8 avril 1944 à l'ouest de Pillau, dans le détroit de Baltiïsk, à la suite d'une collision avec un chalutier.
Comme les sous-marins de type II étaient trop petits pour des missions de combat dans l'océan Atlantique, il a été affecté dans la mer du Nord pour des tâches de formation avec la 21e Flottille d'U-Boote (21. Unterseebootsflottille), une unité d'entraînement.

## Historique
Mis en service le 25 juillet 1935, l'U-2 a servi surtout comme sous-marin d’entrainement pour les équipages de 1935 à 1940. Il réalise sa première patrouille, quittant le port de Kiel, le 15 mars 1940 sous les ordres du Kapitänleutnant Helmut Rosenbaum, naviguant dans la mer du Nord, le long des côtes de Norvège. Il rejoint sa base de Wilhelmshaven le 29 mars 1940 après 15 jours en mer.
4 jours plus tard, l'U-2 repart pour sa deuxième patrouille le 4 avril 1940 en mer du Nord. Il est incorporé dans le groupe U-boot 8 (Lindesnes) avec l'U-3, l'U-5 et l'U-6, pour l'Opération Weserübung, l'invasion allemande du Danemark et de la Norvège. Le 5 avril 1940, il subit une attaque du sous-marin britannique HMS Unity (N 66) qui lui lance 3 torpilles, sans le toucher. Le 10 avril 1940, 18 heures 21, au sud-ouest de la Norvège, un bombardier Vickers Wellington attaque l'U-2 en lâchant une bombe sans le toucher. Après 12 jours en mer, l'U-2 rejoint Wilhelmshaven le 15 avril 1940.
L'Unterseeboot 2 est coulé le 8 avril 1944 à l'ouest de Pillau, à la position géographique de 54° 48′ N, 19° 55′ E, après une collision avec le chalutier à vapeur allemand Helmi Sohle. 17 membres d'équipage sur les 35 meurent dans cet accident. Il est renfloué le 9 avril 1944 et démoli.

## Affectations
- U-Bootschulflottille du 1er juillet 1935 au 1er février 1940 à Kiel en tant que navire-école
- U-Bootschulflottille du 1er mars 1940 au 1er avril 1940 à Wilhelmshaven en tant qu'unité combattante
- U-Bootschulflottille du 1er mai 1940 au 30 juin 1940 à Kiel en tant que navire-école
- 21. Unterseebootsflottille du 1er juillet 1940 au 8 avril 1944 à Pillau en tant que navire-école

## Commandement
- Oberleutnant zur See Hermann Michahelles du 25 juillet 1935 au 30 septembre 1936
- Kapitänleutnant Heinrich Liebe du 1er octobre 1936 au 31 janvier 1938
- Oberleutnant zur See Herbert Schultze du 31 janvier 1938 au 16 mars 1939
- Kapitänleutnant Helmut Rosenbaum du 17 mars 1939 au 5 août 1940
- Kapitänleutnant Georg von Wilamowitz-Möllendorf du 6 août 1940 à octobre 1941
- Oberleutnant zur See Karl Kölzer d'octobre 1941 au 15 mai 1942
- Oberleutnant zur See Werner Schwaff du 16 mai 1942 au 19 novembre 1942
- Oberleutnant zur See Helmut Herglotz du 20 novembre 1942 au 12 décembre 1943
- Oberleutnant zur See Wolfgang Schwarzkopf du 13 décembre 1943 au 8 avril 1944

## Navires coulés
L'unterseeboot 2 n'a ni coulé, ni endommagé de navires ennemis au cours des 2 patrouilles (27 jours en mer) qu'il effectua.

### Sources
- (en) Cet article est partiellement ou en totalité issu de l’article de Wikipédia en anglais intitulé « German submarine U-2 (1935) » (voir la liste des auteurs).